# Jens Åberg
Jens Christer Åberg, född 13 juli 1946, död 21 februari 2014, var en svensk socialdemokratisk politiker. Han var kommunalråd och kommunstyrelsens ordförande i Sölvesborgs kommun i nitton år fram till valet 2006.
År 2009 lämnade han det socialdemokratiska partiet.
Hösten 2001 uppmärksammades han i riksmedierna då han skrev till dåvarande jordbruksminister Margareta Winberg och begärde att hon skulle besöka minkfarmarna på Listerlandet innan hon förbjöd pälsdjursuppfödning eftersom han var skeptisk till detta förbud.
Åberg var även ordförande i Blekingetrafiken under många år.

## Sportengagemang
Åberg var även aktiv inom golfsporten och var ordförande i Blekinge golfdistrikt mellan åren 2007 till 2013 och dessutom ordförande i Sölvesborgs golfklubb i nio år. Han tilldelades år 2013 Svenska Golfförbundets silvermedalj.
Åbergs fotbollsintresse gjorde att han spelat fotboll i fyra olika klubbar, IFK Karlshamn, Hanö IF, Gammalstorp och slutligen Mjällby AIF, där han även var vice ordförande.